# İdil Biret

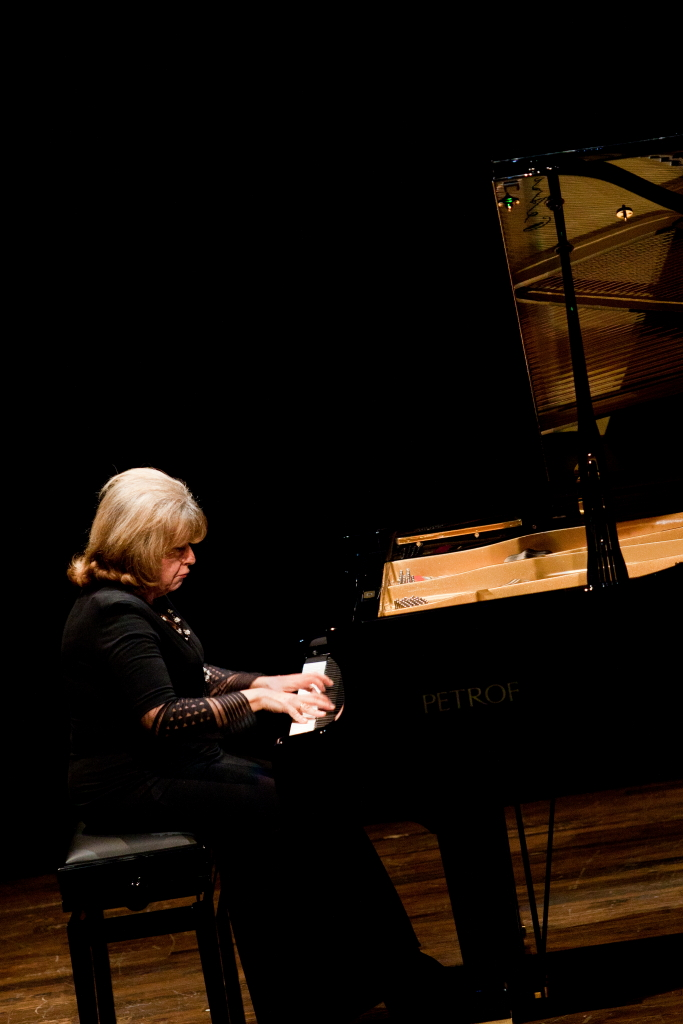
İdil Biret, Küçükçekmece, 2012.

İdil Biret, född 21 november 1941 i Ankara i Turkiet, är en turkisk konsertpianist. Hon började spela piano vid tre års ålder och studerade vid Pariskonservatoriet under ledning av Nadia Boulanger, där hon utexaminerades vid femton års ålder, då med tre förstapriser. 
Hon har även varit elev till Alfred Cortot och Wilhelm Kempff och startade sin solistkarriär som konsertpianist vid sexton års ålder. Hon har framträtt med många ledande orkestrar med en hel del namnkunniga dirigenter. 
Hon har bland annat spelat in över 60 skivor med Naxos, däribland den första inspelningen av Franz Liszts transkriptioner av alla Beethovens symfonier samt Johannes Brahms och Frédéric Chopins kompletta verk för solopiano.